# Мензел, Идина
Иди́на Ким Мензе́л (англ. Idina Kim Menzel, [ɪˈdiːnə mɛnˈzɛl], при рождении Mentzel; род. 30 мая 1971, Манхэттен, Нью-Йорк, США) — американская актриса театра, кино и телевидения, певица и автор песен.
Достигла известности, выступая на бродвейской сцене. Сыграла одну из главных ролей в театральной (1996) и экранной (2005) версиях рок-мюзикла «Богема». Её прорывом стала главная роль злой ведьмы в чрезвычайно успешной бродвейской постановке «Злая», принёсшая Мензел премию «Тони» за «лучшую главную женскую роль в мюзикле» (2004). Получила дальнейшее признание за роли в фильмах «Спроси у пыли» (2006) и «Зачарованная» (2007), а также роль Шелби Коркоран в телесериале «Хор» (2010—2011).
Она также озвучила королеву Эльзу в диснеевском 3D-анимационном музыкальном фильме «Холодное сердце», снятом в 2013 году, и исполнила песню «Отпусти и забудь», удостоенную премии Оскар и Грэмми. Песня достигла 5 места в чарте Billboard Hot 100, благодаря чему Мензел стала первой актрисой, получившей премию Тони, которая попала в топ-10. В 2019 году Мензел повторила свою голосовую роль Эльзы в «Холодном сердце 2». Её альбом Holiday Wishes вышел в 2014 году и занял 6 место на Billboard 200.

## Биография
Идина Ким Менцель (она отбросила букву «t» из фамилии с изменением произношения уже в зрелом возрасте) родилась 30 мая 1971 года в еврейской семье в Нью-Йорке. Её предки приехали в Америку из России и Восточной Европы.
По её собственному утверждению, она с раннего детства мечтала стать певицей. С 8 лет занималась вокалом, в колледже участвовала в любительских театральных постановках. Певческую карьеру Идина начала во время обучения в Нью-Йоркском университете (который она закончила со степенью бакалавра (BFA) в области драматического искусства) с выступлений на свадьбах. В 1995 она, воспользовавшись свадебным «мёртвым сезоном», прошла прослушивание на роль актрисы Морин Джонсон в офф-бродвейском мюзикле Джонатана Ларсона «Богема».
В 1996 году в этой же роли Идина дебютировала на Бродвее. Первая роль принесла ей первую номинацию на «Тони» (за «лучшую женскую роль второго плана в мюзикле»).
Несмотря на успех «Богемы», Мензел на несколько лет ушла с Бродвея, приняв участие в нескольких офф-бродвейских постановках — мюзикле Эндрю Липпы «Дикая вечеринка», «Лето 42-го» и концертной постановке мюзикла Голта Макдермота «Волосы» (все — 2000). В 2001 году Идина получила роль принцессы Амнерис в мюзикле Элтона Джона и Тима Райса «Аида».
В 2003 году Мензел прошла прослушивание на роль Эльфабы в мюзикле Стивена Шварца «Злая». Более года она выходила на сцену в роли, принесшей ей большое количество наград, в том числе «Тони» за лучшую женскую главную роль в мюзикле. С сентября по декабрь 2006 года Мензел исполняла роль Эльфабы в лондонской постановке мюзикла «Злая».
Последней по времени театральной премьерой Мензел является офф-бродвейский мюзикл Майкла Джона Лакьюзы «Посмотри, что я хочу увидеть» (2005).
Идина сыграла в нескольких фильмах, в том числе в экранизации мюзикла «Богема» (2005), в которой она снялась вместе с пятью другими актёрами из премьерного состава, повторив свою сценическую роль.
В 1998 году Рэй Чарльз пригласил Идину к участию в записи альбома Genius & Friends (альбом вышел после смерти музыканта). Также у Идины выпущено три сольных студийных альбома и один концертный.
28 февраля 2013 года было официально объявлено возвращение Идины на сцену Бродвея. Она сыграет роль Элизабет в новом мюзикле Тома Китта и Брайана Йорки If/Then.
В 2013 году Мензел была обычным голосом и певчим голосом Эльзы в анимационном музыкальном фильме Холодное сердце. Исполнение Мензел получило похвалу от кинокритиков. Мультфильм стал одним из самых кассовых творений Disney. Мензел получила особое внимание за свою песню Отпусти и забудь, которая получила премии Оскар, Грэмми и Выбор критиков и была номинирована на премии Золотой глобус и Спутник. Она также исполнила песню «For the First Time in Forever» и её репризу. Мензел была приглашена для исполнения «Отпусти и забудь» на 86-й церемонии вручения премии Оскар в марте 2014 года, где песня получила премию Оскар за лучшую оригинальную песню. С тех пор она повторила свою роль Эльзы в большинстве своих выступлений, включая видеоигры, такие как серия Disney Infinity и Kingdom Hearts III, короткометражный фильм Холодное торжество 2015 года, полнометражный короткометражный фильм Олаф и холодное приключение 2017 года, фильм Ральф против интернета 2018 года, и для сиквела 2019 года Холодное сердце 2.
В ноябре 2019 года Мензел и Кристен Белл (которая озвучила принцессу Анну), получили соседние звезды — Мензел была 2682-й, а Белл — 2681-й — на Голливудской аллее славы.

## Личная жизнь
С 2003 по 2014 год Мензел была замужем за актёром Тэем Диггзом. У бывших супругов есть сын: Уокер Натаниэль Диггз (род. 2 сентября 2009).
С 22 сентября 2017 года Мензел замужем за актёром Аароном Лором, с которым встречалась два года до свадьбы. В августе 2015 года пара приобрела дом в Энсино.

## Роли

### Кино и телевидение
| Год       |    | Русское название                      | Оригинальное название                    | Роль                    |
| --------- | -- | ------------------------------------- | ---------------------------------------- | ----------------------- |
| 1998      | мс | Геркулес                              | Hercules: The Animated Series            | Кирка                   |
| 2001      | ф  | Целуя Джессику Стайн                  | Kissing Jessica Stein                    | подружка невесты        |
| 2002      | ф  | Всего лишь поцелуй                    | Just a Kiss                              | Линда                   |
| 2003      | с  | Позднее шоу с Дэвидом Леттерманом     | Late Show with David Letterman           | Эльфаба                 |
| 2004      | с  | Спаси меня                            | Rescue Me                                | Кэрол                   |
| 2004      | ф  | Городская тюрьма                      | The Tollbooth                            | Ракель Коэн-Флаксман    |
| 2004      | ф  | Вода                                  | Water                                    | Джесси Тернер           |
| 2005      | с  | Кевин Хилл                            | Kevin Hill                               | Франсин Прескотт        |
| 2005      | ф  | Богема                                | Rent                                     | Морин Джонсон           |
| 2006      | ф  | Спроси у пыли                         | Ask the Dust                             | Вера Ривкин             |
| 2007      | ф  | Зачарованная                          | Enchanted                                | Нэнси Тримейн           |
| 2009      | с  | Частная практика                      | Private Practice                         | Лиза Кинг               |
| 2009      | с  | Великие представления                 | Great Performances                       | Флоренс Васси           |
| 2010      | мс | Чудо-зверята                          | Wonder Pets!                             | королева червей         |
| 2010—2013 | с  | Хор                                   | Glee                                     | Шелби Коркоран          |
| 2013      | мф | Холодное сердце                       | Frozen                                   | Эльза                   |
| 2013      | ки | —                                     | Disney Infinity                          | Эльза                   |
| 2014      | ки | —                                     | Disney Infinity: Marvel Super Heroes     | Эльза                   |
| 2015      | мф | Холодное торжество                    | Frozen Fever                             | Эльза                   |
| 2015      | мс | Артур                                 | Arthur                                   | доктор Пола             |
| 2015      | ки | —                                     | Disney Infinity 3.0                      | Эльза                   |
| 2016      | мс | LEGO Холодное сердце: Северное сияние | Lego Frozen Northern Lights              | Эльза                   |
| 2017      | тф | На пляже                              | Beaches                                  | Си Си Блум              |
| 2017      | с  | —                                     | Julie’s Greenroom                        | в роли самой себя       |
| 2017      | мф | Олаф и холодное приключение           | Olaf’s Frozen Adventure                  | Эльза                   |
| 2018      | мф | Ральф против интернета                | Ralph Breaks the Internet                | Эльза                   |
| 2019      | ки | —                                     | Kingdom Hearts III                       | Эльза                   |
| 2019      | тф | —                                     | Rent: Live                               | н/д                     |
| 2019      | мф | Холодное сердце 2                     | Frozen 2                                 | Эльза                   |
| 2019      | ф  | Неогранённые драгоценности            | Uncut Gems                               | Дина Ратнер             |
| 2021      | ф  | Золушка                               | Cinderella                               | Вивиан                  |
| 2022      | ф  | Зачарованная 2                        | Disenchanted                             | Нэнси Тримейн           |
| 2023      | мф | Однажды в студии                      | Once Upon a Studio                       | Эльза                   |
| 2023      | ф  | И не подумай прийти на мою бат-мицву  | You Are So Not Invited to My Bat Mitzvah | Бри Фридман             |
| 2024      | ф  | Злая: Сказка о ведьме Запада          | Wicked                                   | суперзвезда Wiz-O-Mania |

### Театр
- 1996 — «Богема»
- 2000 — The Wild Party
- 2000 — Summer of ’42
- 2001 — «Аида»
- 2001 — «Волосы»
- 2002 — «Монологи вагины»
- 2003 — «Злая» (Бродвей)
- 2005 — See What I Wanna See
- 2006 — «Злая» (Вест-Энд)
- 2014 — «Если/Затем»

## Дискография

### Сольные альбомы
- Still I Can’t Be Still (1998)
- Here (2004)
- I Stand (2008)
- Holiday Wishes (2014)

### Концертные альбомы
- Live: Barefoot at the Symphony (2012)

### Записи музыкальных спектаклей и саундтреки
- 1996 — Rent — Original Broadway Cast
- 1998 — Другая сестра (The Other Sister)
- 2000 — The Wild Party — Original Off-Broadway Cast
- 2003 — Wicked — Original Broadway Cast
- 2005 — See What I Wanna See — Original Off-Broadway Cast
- 2005 — Desperate Housewives
- 2005 — RENT
- 2005 — Genius and Friends